# Paul Keßler
Paul Keßler (1958) is een Duitse botanicus. Hij studeerde aan de Technische Universität Kaiserslautern en de Universität Hamburg. Na zijn wetenschappelijke promotie was hij een jaar lang directeur van Botanischer Garten Bielefeld.
In 1988 kwam hij naar Nederland om bij het Rijksherbarium in Leiden te gaan werken als postdoc, waarbij zijn functie werd gefinancierd door de Deutsche Forschungsgemeinschaft (DFG). Na twee jaar vertrok hij naar Indonesië om onderzoek te doen naar de biodiversiteit van planten aldaar. Hij maakte in de loop van de jaren meerdere onderzoeksreizen naar Zuidoost-Azië om de plantendiversiteit in kaart te brengen, waarbij hij vaak meerdere maanden per jaar van zijn huis in Nederland wegbleef.
Per 1 juli 2006 werd hij benoemd tot directeur (prefect) van de Hortus botanicus Leiden als opvolger van Jan de Koning die in maart 2004 met pensioen ging. In de tussentijd had hoofd collectiebeheer Gerda van Uffelen de functie waargenomen. In 2025 ging Keßler met pensioen. Hij werd opgevolgd door Barbara Gravendeel. 
Keßler werkte de ene helft van de week als hortusdirecteur en de andere helft van de week werkte hij bij de Leidse vestiging van het Nationaal Herbarium Nederland (NHN, de opvolger van het Rijksherbarium). Bij het NHN houdt hij zich bezig met de coördinatie van onderzoeksprojecten met betrekking tot de plantendiversiteit van Zuidoost-Azië.
Hij is (mede)auteur van meerdere botanische namen, met name van taxa uit de familie Annonaceae. Timonius kessleri, een plant uit de koffiefamilie Rubiaceae, is naar hem vernoemd.
Verder is hij een van de auteurs van Malesian Orchid Genera Illustrated, een geïllustreerde website van orchideeën van Malesië (een botanische regio bestaande uit Maleisië, Singapore, Indonesië, Brunei, de Filipijnen, Oost-Timor en Nieuw-Guinea).